# NGC 3671
NGC 3671 (również PGC 35149) – galaktyka znajdująca się w gwiazdozbiorze Wielkiej Niedźwiedzicy. Odkrył ją William Herschel 9 kwietnia 1793 roku. Ma silnie zaburzoną strukturę, a ponieważ w jej pobliżu nie stwierdzono obecności innych galaktyk, prawdopodobnie powstała ona z połączenia galaktyk.